# 羟甲香豆素
羟甲香豆素（英語：Hymecromone，也称为7-羟基-4-甲基香豆素，7-Hydroxy-4-methylcoumarin，4-甲基伞形花内酯，4-methylumbelliferone）是一种用于胆汁治疗的药物，可作为利胆药和解痙藥，常温常压下为白色固体，熔点为194–195 °C，可溶于甲醇和冰醋酸。